# Cratostigma vestigialis
Cratostigma vestigialis is een zakpijpensoort uit de familie van de Pyuridae. De wetenschappelijke naam van de soort is voor het eerst geldig gepubliceerd in 1988 door Turon.